# Giro d’Italia 2007/Etappen

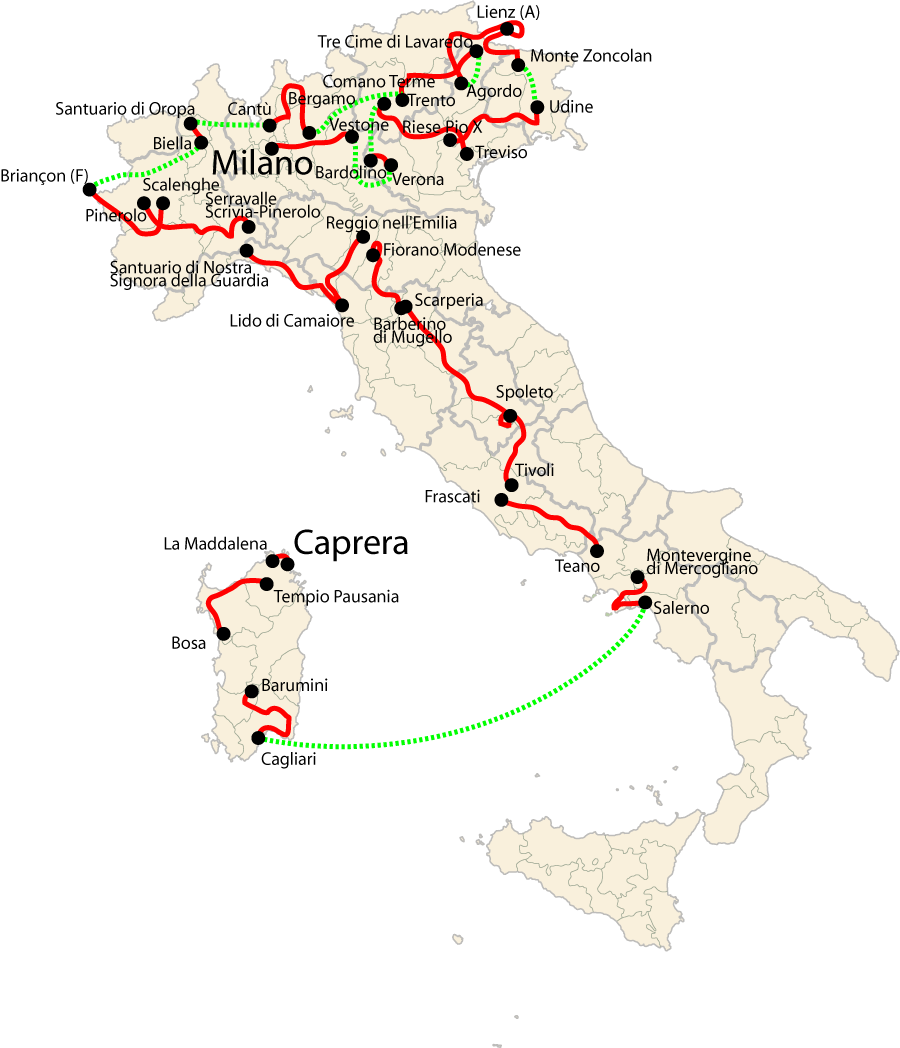
Giro d’Italia 2007, Übersicht der Etappen

Dieser Artikel beschreibt den Verlauf und die Ergebnisse der Etappen des Giro d’Italia 2007.

## 1. Etappe am 12. Mai vonCapreranachLa Maddalena(25,6km;MZF)
Den Auftakt des 90. Giro d’Italia, der in einem Mannschaftszeitfahren ausgetragen wurde, gewann das italienische Team Liquigas mit ihrem Kapitän Danilo Di Luca deutlich mit dreizehn Sekunden Vorsprung auf das Team Astana. Auf dem dritten Platz folgte das Team CSC mit dreißig Sekunden Rückstand. Als bestes deutsches Team kam das Team Gerolsteiner auf Rang 13.
Enrico Gasparotto, der als Erster von Liquigas die Ziellinie überfuhr, übernahm die Führung in Gesamtwertung. Zudem sicherte er sich das Trikot des Führenden in der neu eingeführten Nachwuchswertung und in der Teamwertung belegte Liquigas durch den Sieg den ersten Platz.

### Aufgaben
- 131 Carlos Da Cruz – vor dem Start der Etappe, Bruch des Fußes bei Teampräsentation

## 2. Etappe am 13. Mai vonTempio PausanianachBosa(205km)
Das zweite Teilstück auf Sardinien wurde lange Zeit von einer fünfköpfigen Spitzengruppe, die sich aus Mauro Facci, Arnaud Labbe, Simone Masciarelli, Frédéric Bessy und Pawel Brutt zusammensetzte, bestimmt. Die fünf Fahrer hatten sich nach neun Kilometern abgesetzt und bei Rennkilometer 88 einen maximalen Vorsprung von 5:21 Minuten herausgefahren. Die Flucht war jedoch nicht von Erfolg und so wurde Brutt als letzter Fahrer der Gruppe acht Kilometer vor dem Ziel vom Hauptfeld eingeholt. Somit fiel die Entscheidung im Massensprint, der von einem Massensturz 1.200 Meter vor dem Ziel überschattet wurde. Im Sprint siegte der Australier Robbie McEwen vor dem italienischen Weltmeister Paolo Bettini und dessen Landsmann Alessandro Petacchi.
Danilo Di Luca übernahm aufgrund der besseren Endplatzierung auf der Etappe von seinem Teamkollegen Enrico Gasparotto die Führung im Gesamtklassement. McEwen übernahm durch seinen Sieg die Führung in der Punktewertung und Pawel Brutt sicherte sich durch den Sieg bei der einzigen Bergwertung des Tages das Maglia Verde.

### Aufgaben
- 147 Volker Ordowski – während der Etappe, Magen-Darm-Infektion
- 211 Michael Barry – vor dem Start der Etappe, Magen-Darm-Infektion

### Zwischensprints
Zwischensprint in Alghero (132,4 km)
| Erster   | Arnaud Labbe           | 5 P. und 6 s |
| Zweiter  | Simone Masciarelli     | 4 P. und 4 s |
| Dritter  | Frédéric Bessy         | 3 P. und 2 s |
| Vierter  | Pawel Brutt            | 2 P.         |
| Fünfter  | Mauro Facci            | 1 P.         |
| Sechster | Alessandro Spezialetti | 0 P.         |

### Bergwertungen
Villanova Monteleone, Kategorie 2 (156,8 km)
| Erster  | Pawel Brutt        | 5 P. |
| Zweiter | Mauro Facci        | 3 P. |
| Dritter | Simone Masciarelli | 1 P. |

## 3. Etappe am 14. Mai vonBarumininachCagliari(181km)
Wie am Vortag bestimmten auf dem weitestgehend flachen dritten Teilstück der Rundfahrt lange Zeit Ausreißer das Geschehen. Schon nach drei Kilometern hatten sich auf der letzten Etappe auf der Insel Sardinien fünf Fahrer abgesetzt. Elio Aggiano, Mickaël Buffaz und Alexandre Pichot wurden nach 105 Kilometern wieder vom Hauptfeld eingeholt, während Giovanni Visconti und Michail Ignatjew ihre Flucht fortsetzten. Doch die Sprinterteams Predictor-Lotto und Team Milram verschärften das Tempo des Hauptfeldes und der Vorsprung schmolz dahin. Ignatjew wurde schließlich als letzter Ausreißer vier Kilometer vor der Ziellinie gestellt. Im Massensprint des Hauptfeldes, in dem sich einen Kilometer vor dem Ziel erneut ein Sturz mit mehreren Fahrern ereignete, siegte ein nachher völlig aufgelöster Alessandro Petacchi vor Robert Förster und Maximiliano Richeze. Petacchi konnte damit seine insgesamt 20. Giro-Etappensieg feiern.
Im Gesamtklassement holte sich Enrico Gasparotto aufgrund seiner besseren Tagesplatzierung das Rosa Trikot von seinem Teamkollegen Danilo Di Luca zurück. Petacchi übernahm durch den Etappensieg die Führung in der Punktewertung. In den anderen Wertungen behielten die Träger ihre Trikots.

### Aufgaben
- 6 Andrea Tonti – vor dem Start der Etappe, Bruch des Nasenbeins nach Sturz am Vortag
- 173 Graeme Brown – während der Etappe, Übelkeit und Erbrechen
- 213 Adam Hansen – vor dem Start der Etappe, Bruch zweier Finger und Schürfwunden nach Sturz am Vortag

### Zwischensprints
Zwischensprint in Villasimius (131,4 km)
| Erster   | Giovanni Visconti     | 5 P. und 6 s |
| Zweiter  | Michail Ignatjew      | 4 P. und 4 s |
| Dritter  | Arnaud Labbe          | 3 P. und 2 s |
| Vierter  | Jurgen Van Den Broeck | 2 P.         |
| Fünfter  | Mario Aerts           | 1 P.         |
| Sechster | Martin Müller         | 0 P.         |

## 4. Etappe am 16. Mai vonSalernonachMontevergine di Mercogliano(153km)
Das 153 Kilometer lange, erste Teilstück auf dem italienischen Festland begann zunächst ruhig, nachdem die Fahrer aufgrund von Problemen mit der Fährverbindung am vorangegangenen Ruhetag nicht trainieren konnten. Nach 35 Kilometern setzten sich Markel Irízar, Jurij Kriwzow und Pawel Brutt vom Hauptfeld ab und bauten ihren Vorsprung kontinuierlich aus. Nachdem das Feld die Verfolgung der Ausreißer begonnen hatte, setzte der Regen ein, wodurch es auf der nassen und glatten Straße zu mehreren Stürzen im Feld kam. Davon waren unter anderem Weltmeister Paolo Bettini und der Träger des Rosa Trikot Enrico Gasparotto betroffen. Durch die Stürze konnten die drei in Front liegenden Fahrer ihren Vorsprung wieder auf fast sieben Minuten ausbauen.
Im Schlussanstieg in den Wallfahrtsort Montevergine di Mercogliano attackierte zunächst Brutt in der Ausreißergruppe, konnte sich jedoch nicht entscheidend von seinen beiden Mitstreitern absetzen. Unterdessen zerfiel das Hauptfeld und die Favoriten verkürzten den Vorsprung der Führenden schnell. Nachdem Brutt, Kriwzow und Irízar eingeholt waren, attackierte zunächst František Raboň neun Kilometer vor dem Ziel. Sein Angriff verpuffte durch den Konter von Julio Pérez Cuapio, der in der Folge etwa eine halbe Minute auf die 40-köpfige Favoritengruppe herausfahren konnte. Nach einer Tempoverschärfung von Liquigas zerfiel die Gruppe und Cuapios Vorsprung schmolz auf wenige Sekunden. 800 Meter vor dem Ziel wurde Cuapio gestellt und es kam zum Sprint, den Danilo Di Luca vor Riccardo Riccò und Damiano Cunego für sich entschied.
Di Luca übernahm durch den Etappensieg erneut die Führung in der Gesamtwertung und zudem die Führung in der Bergwertung. Robbie McEwen holte sich das zyklamrote Punktetrikot von Alessandro Petacchi durch zwei im Zwischensprint erhaltene Punkte zurück. Vincenzo Nibali sicherte sich erstmals das weiße Trikot der Nachwuchswertung, welches er auf der 2. und 4. Etappe bereits in Vertretung getragen hatte.

### Aufgaben
- 135 Ian McLeod – während der Etappe, Bruch des Schlüsselbeins und einer Rippe nach Sturz

### Zwischensprints
Zwischensprint am Castel San Giorgio (98,9 km)
| Erster   | Markel Irízar | 5 P. und 6 s |
| Zweiter  | Jurij Kriwzow | 4 P. und 4 s |
| Dritter  | Pawel Brutt   | 3 P. und 2 s |
| Vierter  | Robbie McEwen | 2 P.         |
| Fünfter  | Arnaud Labbe  | 1 P.         |
| Sechster | Franck Renier | 0 P.         |

### Bergwertungen
Picco San Angelo, Kategorie 3 (51,0 km)
| Erster  | Pawel Brutt   | 3 P. |
| Zweiter | Markel Irízar | 2 P. |
| Dritter | Jurij Kriwzow | 1 P. |

Montevergine di Mercogliano, Bergankunft (153,0 km)
| Erster  | Danilo Di Luca   | 15 P. |
| Zweiter | Riccardo Riccò   | 10 P. |
| Dritter | Damiano Cunego   | 6 P.  |
| Vierter | Andy Schleck     | 4 P.  |
| Fünfter | Stefano Garzelli | 2 P.  |

## 5. Etappe am 17. Mai vonTeanonachFrascati(173km)
Bereits nach 15 Kilometern setzten sich der Franzose Mickaël Buffaz und der Russe Michail Ignatjew vom Feld ab. Beide hatten bereits auf der dritten Etappe lange Zeit gemeinsam in einer Spitzengruppe vor dem Feld gelegen. Auf dem Weg nach Frascati, vor den Toren der italienischen Hauptstadt Rom gelegen, bauten sie ihren Vorsprung innerhalb der ersten Stunde der Flucht schnell auf über fünf Minuten aus. An einer kleinen Zwischensteigung, etwa 55 Kilometer vor dem Ziel, musste Buffaz seinen Mitstreiter ziehen lassen. Während der Franzose wenig später vom Feld eingeholt wurde, dauerte es bei Ignatjew bis Rennkilometer 153, ehe er vom Feld gestellt wurde.
Kurz vor dem Zusammenschluss, am Fuße der einzigen Bergwertung des Tages, attackierte František Raboň aus dem Feld heraus, konnte sich aber nicht absetzen und wurde alsbald ebenfalls wieder eingeholt. Im Anstieg zur Bergwertung folgten weitere vereinzelte Attacken. Schließlich erreichten Emanuele Sella und Lorenzo Bernucci mit einem kleinen Vorsprung die Kuppe. Doch auch sie konnten sich ebenso wenig wie Raboň absetzen, da die Teams im Hauptfeld das Tempo konstant hoch hielten. So kam es wie auf den vorangegangenen Flachetappen erneut zum Massensprint, den Robert Förster vor Thor Hushovd und Alessandro Petacchi für sich entschied.
Petacchi übernahm durch seinen dritten Platz wieder die Führung in der Punktewertung vor Robbie McEwen.

### Aufgaben
- 73 Joan Horrach – vor dem Start der Etappe, starke Prellung am Oberschenkel nach Sturz am Vortag

### Zwischensprints
Zwischensprint in Frosinone (96,8 km)
| Erster   | Mickaël Buffaz        | 5 P. und 6 s |
| Zweiter  | Michail Ignatjew      | 4 P. und 4 s |
| Dritter  | Arnaud Labbe          | 3 P. und 2 s |
| Vierter  | Pierre Drancourt      | 2 P.         |
| Fünfter  | Markel Irízar         | 1 P.         |
| Sechster | Hervé Duclos-Lassalle | 0 P.         |

### Bergwertungen
Le Macere, Kategorie 3 (156,8 km)
| Erster  | Emanuele Sella   | 3 P. |
| Zweiter | Lorenzo Bernucci | 2 P. |
| Dritter | Eric Berthou     | 1 P. |

## 6. Etappe am 18. Mai vonTivolinachSpoleto(177km)
Auf der mit drei Bergwertungen versehenen Etappe von Tivoli nach Spoleto versuchte sich nach einer ruhigen ersten Rennstunde ohne Attacken eine 23-köpfige Gruppe vom Feld abzusetzen. Ricardo Serrano hatte den Angriff initiiert, doch aufgrund der Größe und Zusammenstellung der Gruppe wurde sie jedoch schnell wieder vom Hauptfeld eingeholt. Nach dem Zusammenschluss starten Hubert Schwab, Christophe Kern, Luis Felipe Laverde, Daniele Contrini und Marco Pinotti den nächsten Angriff. Pinotti war der im Gesamtklassement am besten platzierte Fahrer der Gruppe mit 3:11 Minuten Rückstand auf Danilo Di Luca. Das Quintett setzte sich schnell vom Feld ab und baute den Vorsprung kontinuierlich auf über sieben Minuten aus. Im Hauptfeld reagierte weder Liquigas, als Mannschaft des Gesamtführenden Di Luca, noch die Teams der Sprinter, die sich wegen des welligen Etappenprofils keine Chancen auf eine Massenankunft ausrechneten.
Im letzten Anstieg des Tages zum Forca di Cerro forcierte Laverde an der steilsten Stelle das Tempo in der Spitzengruppe und nur Pinotti war in der Lage dem Tempo zu folgen. Hinter dem Duo bildeten Schwab und Kern die Verfolgergruppe, während Contrini deutlich zurückfiel. Auf der Ziellinie überließ Pinotti seinem Kontrahenten Laverde den Tagessieg. Den dritten Platz belegte mit 1:30 Minuten Rückstand Christope Kern, der sich im Sprint gegen Hubert Schwab durchsetzte. Das Hauptfeld erreichte das Ziel mit 7:09 Minuten Rückstand, aus dem sich Fortunato Baliani noch auf der letzten Abfahrt gelöst hatte.
Pinotti sicherte sich erstmals in seiner Karriere das Trikot des Gesamtführenden mit 3:30 Minuten Vorsprung auf Schwab, der Vincenzo Nibali als besten Nachwuchsfahrer ablöste. Laverde übernahm durch die drei Siege bei den Bergwertungen das Grüne Trikot des besten Bergfahrers. Die Führung in der Mannschaftswertung übernahm das UCI Professional Continental Team Ceramiche Panaria-Navigare.

### Aufgaben
- 106 Patrice Halgand – vor dem Start der Etappe, Bruch des Schlüsselbeins
- 177 Leon Van Bon – während der Etappe, Magenbeschwerden
- 219 Thomas Ziegler – vor dem Start der Etappe, entzündeter Weisheitszahn

### Zwischensprints
Zwischensprint in Rieti (67,6 km)
| Erster   | Christophe Kern     | 5 P. und 6 s |
| Zweiter  | Daniele Contrini    | 4 P. und 4 s |
| Dritter  | Marco Pinotti       | 3 P. und 2 s |
| Vierter  | Luis Felipe Laverde | 2 P.         |
| Fünfter  | Hubert Schwab       | 1 P.         |
| Sechster | Alessandro Petacchi | 0 P.         |

### Bergwertungen
Monte Terminillo, Kategorie 1 (93,9 km)
| Erster  | Luis Felipe Laverde | 10 P. |
| Zweiter | Hubert Schwab       | 6 P.  |
| Dritter | Marco Pinotti       | 4 P.  |
| Vierter | Christophe Kern     | 2 P.  |
| Fünfter | Daniele Contrini    | 1 P.  |

Forca Capistrello, Kategorie 3 (131,4 km)
| Erster  | Luis Felipe Laverde | 3 P. |
| Zweiter | Hubert Schwab       | 2 P. |
| Dritter | Marco Pinotti       | 1 P. |

Forca di Cerro, Kategorie 2 (159,7 km)
| Erster  | Luis Felipe Laverde | 5 P. |
| Zweiter | Marco Pinotti       | 3 P. |
| Dritter | Christophe Kern     | 1 P. |

## 7. Etappe am 19. Mai vonSpoletonachScarperia(254km)
Die mit 254 Kilometern längste Etappe des diesjährigen Giro wurde lange durch ein Ausreißer-Quintett geprägt. Diese Gruppe formierte sich bereits 9 Kilometer nach dem Start aus Rubens Bertogliati, Elio Aggiano, Beñat Albizuri und Fabien Patanchon und konnte im welligen Terrain einen Vorsprung von maximal über 11 Minuten gegenüber dem Hauptfeld herausfahren. Da der im Gesamtklassement Bestplatzierte der Gruppe – der Spanier Albizurri – über 22 Minuten Rückstand auf den im Rosa Trikot fahrenden T-Mobile-Profi Marco Pinotti hatte, beschränkte sich das T-Mobile-Team auf die Tempokontrolle im Hauptfeld. So musste sich das Team Milram um Alessandro Petacchi, das erneut auf einen Tageserfolg aus war, um die Nachführarbeit kümmern.
Am größten Hindernis des Tages, dem 12,4 km langen Anstieg zum 995 m hohen Valico Croce a Mori, war der Vorsprung der Ausreißer bereits auf eine Minute geschrumpft, so dass keine Aussicht mehr auf einen erfolgreichen Fluchtversuch bestand. 30 Kilometer vor dem Ziel erfolgte der Zusammenschluss, bei der folgenden Teampoverschärfung durch Quick Step zerfiel das Feld kurzfristig in zwei Teile, als auch einige der besten Sprinter abgehängt wurden. Nach 10 Kilometern war der Zusammenschluss jedoch wiederhergestellt. So ging es erneut im Massensprint auf die Zielgerade im Autodrom von Mugello. Salvatore Commesso versuchte dem durch einen schnellen Antritt zu entgehen, wurde aber auf dem letzten Kilometer von den Top-Sprintern gestellt. Im Sprint von vorn gewann Alessandro Petacchi seine zweite Etappe in diesem Jahr.
Das Trikot des Gesamtführenden blieb weiterhin bei Marco Pinotti, Alessandro Petacchi baute durch den Tageserfolg seinen Vorsprung in der Punktewertung aus. Auch die weiteren Trikots konnten von ihren Trägern erfolgreich verteidigt werden.

### Aufgaben
- 133 Timothy Gudsell – während der Etappe, Schnittwunde im Oberschenkel

### Zwischensprints
Zwischensprint in Arezzo (138,5 km)
| Erster   | Elio Aggiano        | 5 P. und 6 s |
| Zweiter  | Rubens Bertogliati  | 4 P. und 4 s |
| Dritter  | Beñat Albizuri      | 3 P. und 2 s |
| Vierter  | Fabien Patanchon    | 2 P.         |
| Fünfter  | Alessandro Petacchi | 1 P.         |
| Sechster | Christian Knees     | 0 P.         |

### Bergwertungen
Valico Croce a Mori, Kategorie 3 (198,8 km)
| Erster  | Rubens Bertogliati | 3 P. |
| Zweiter | Fabien Patanchon   | 2 P. |
| Dritter | Beñat Albizuri     | 1 P. |

## 8. Etappe am 20. Mai vonBarberino di MugellonachFiorano Modenese(200km)
Auf dem welligen achten Teilstück in der Emilia-Romagna bildete sich frühzeitig eine große Ausreißergruppe mit 23 Fahrern. Die namhaftesten Fahrer der Gruppe waren Weltmeister Paolo Bettini, George Hincapie, Francisco Vila, Emanuele Sella, Riccardo Riccò und José Luis Rubiera. Riccò ließ sich jedoch, wahrscheinlich auf Antreiben seiner 22 Mitstreiter, aus der Fluchtgruppe zurückfallen, da er für die Favoriten auf den Gesamtsieg eine ernstzunehmende Gefahr darstellte, und so einen erfolgreichen Ausreißversuch gefährdete.
Die übriggebliebenen 22 Fahrer bauten ihren Vorsprung bis Rennkilometer 140 auf fast sieben Minuten aus, während im Hauptfeld die Teams von Saunier Duval-Prodir und T-Mobile das Tempo kontrollierten. Die große Fluchtgruppe blieb bis etwa fünf Kilometer vor dem Ziel einträchtig zusammen, ehe William Walker die erste Attacke setzte. Es folgte Angriffe von Mario Aerts und Rinaldo Nocentini, die aber ebenso wie der Angriff Walkers erfolglos blieben. Einzig Pawel Brutt konnte der Gruppe nicht mehr folgen. 500 Meter vor der Ziellinie versuchte dann Sella die entscheidende Attacke zu lancieren, aber er konnte sich auch nicht entscheidend absetzen. Im Folgenden, 21 Fahrer umfassenden Sprint siegte der Norweger Kurt Asle Arvesen, der Bettini 50 Meter vor dem Ziel auf den zweiten Platz verwies. Den dritten Platz belegte der Kasache Assan Basajew.
Mit Arvesen siegte bei der erst zweiten Giro-Ankunft in Fiorano Modenese, nahe der Teststrecke des Formel-1-Teams der Scuderia Ferrari, zum zweiten Mal ein Norweger. Die erste Ankunft 1975 gewann sein Landmann Knut Knudsen.
In der Gesamtwertung schob sich der Italiener Andrea Noè auf den zweiten Platz mit 28 Sekunden Rückstand auf Marco Pinotti. Die Führung in der Nachwuchswertung übernahm der Russe Alexander Arekejew und die Mannschaft von Lampre-Fondital die in der Teamwertung.

### Aufgaben
- 54 Julien Loubet – während der Etappe
- 69 Thomas Voeckler – vor dem Start der Etappe, Knieverletzung nach Sturz am Vortag
- 121 Beñat Albizuri – während der Etappe, Magenbeschwerden
- 138 Cyrille Monnerais – während der Etappe
- 186 Michael Blaudzun – während der Etappe, Viruserkrankung

### Zwischensprints
Zwischensprint in Vignola (152,5 km)
| Erster   | Sergei Jakowlew   | 5 P. und 6 s |
| Zweiter  | Marzio Bruseghin  | 4 P. und 4 s |
| Dritter  | Dario Cioni       | 3 P. und 2 s |
| Vierter  | Jewgeni Petrow    | 2 P.         |
| Fünfter  | Marco Marzano     | 1 P.         |
| Sechster | José Luis Rubiera | 0 P.         |

### Bergwertungen
Passo della Futa, Kategorie 2 (13,1 km)
| Erster  | Emanuele Sella    | 5 P. |
| Zweiter | Steve Zampieri    | 3 P. |
| Dritter | Pietro Caucchioli | 1 P. |

Sestola, Kategorie 3 (101,2 km)
| Erster  | Emanuele Sella | 3 P. |
| Zweiter | Francisco Vila | 2 P. |
| Dritter | William Walker | 1 P. |

## 9. Etappe am 21. Mai vonReggio nell’EmilianachLido di Camaiore(177km)

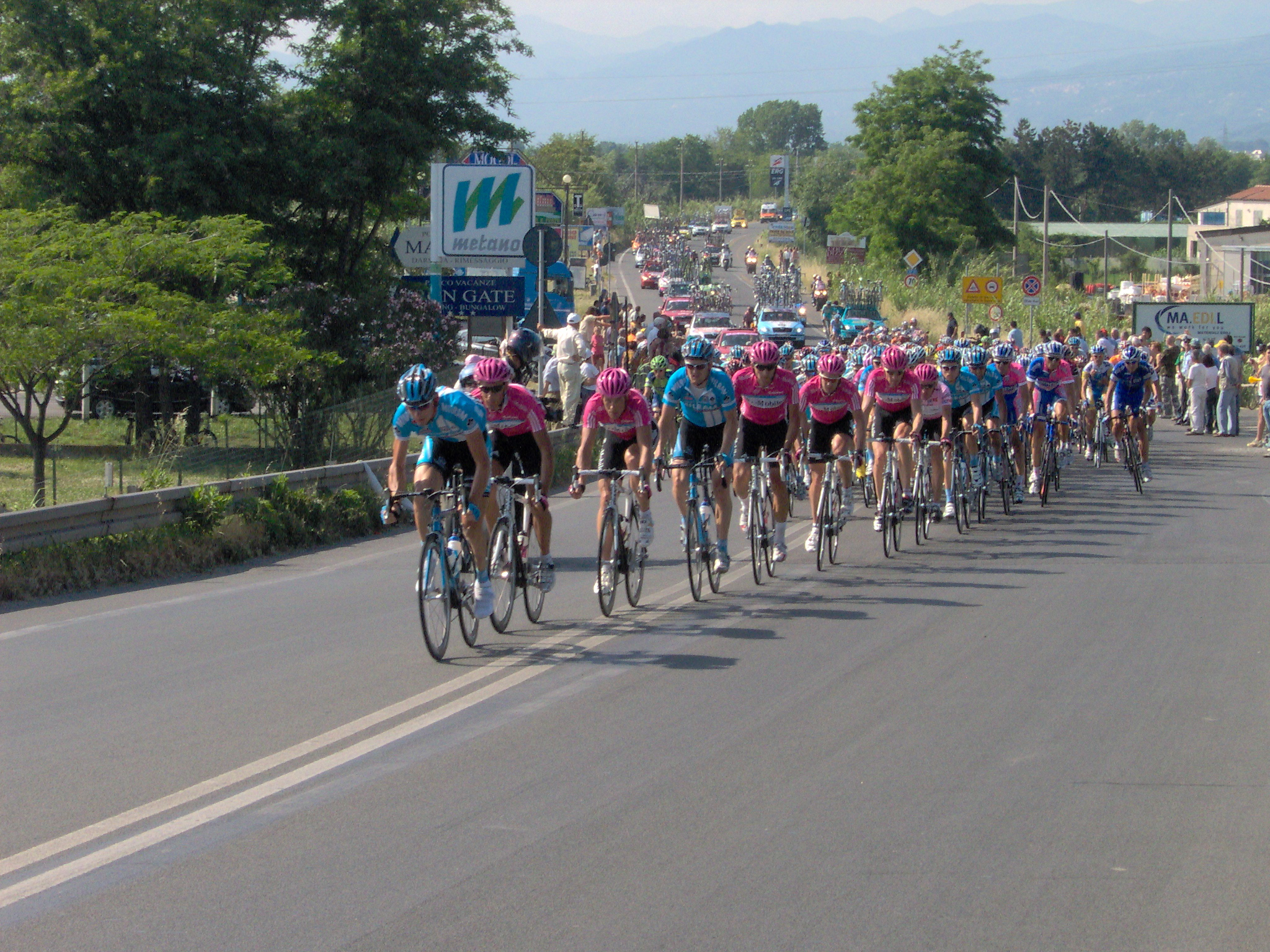
Das Hauptfeld, angeführt von Milram und T-Mobile, auf der Verfolgung des Ausreißerquartetts nahe Sarzana

Die neunte Etappe führte die Fahrer in die Toskana nach Lido di Camaiore. Zu Beginn war ein langer Anstieg der zweiten Kategorie zu bewältigen. Aufgrund des Profils begann die Etappe ruhig und so wurden die ersten beiden Rennstunden mit einem Schnitt von nur circa 27 km/h bewältigt. Kurz vor dem Gipfel des Passo del Cerreto initiierte Elio Aggiano die erste Attacke, wodurch die Fahrer mit Ambitionen auf das Maglia Verde ebenfalls das Tempo forcierten. Luis Felipe Laverde, Emanuele Sella und Pietro Caucchioli erreichten schließlich den Gipfel mit knapp 40 Sekunden Vorsprung auf das Hauptfeld. Auf der folgenden Abfahrt drosselten sie dann das Tempo und ließen sich zurück ins Feld fallen.
In der Folge setzte sich ein Quartett, bestehend aus Simone Masciarelli, Frédéric Bessy, Andrej Kunizki und Nicolas Crosbie, in der Abfahrt ab. Die vier Fahrer konnten sich maximal einen dreiminütigen Vorsprung auf das Peloton herausfahren, in dem das Team Milram und das Team T-Mobile die Tempoarbeit verrichteten. Etwa sechzehn Kilometer vor dem Ziel versuchten dann Michail Ignatjew und Iwan Rowny aus dem Hauptfeld heraus zur Fluchtgruppe aufzuschließen, was jedoch nicht gelang. Auch die Flucht des Ausreißerquartetts endete alsbald sechs Kilometer vor der Ankunft in Lido di Camaiore. Im anschließenden Massensprint feierte der Italiener Danilo Napolitano seinen ersten Sieg bei einer der drei großen Landesrundfahrten vor Robbie McEwen und Alessandro Petacchi.
In den Klassementswertungen gab es keine Führungswechsel, womit alle Fahrer ihre Trikots behielten.

### Zwischensprints
Zwischensprint in Marina di Massa (140,5 km)
| Erster   | Nicolas Crosbie    | 5 P. und 6 s |
| Zweiter  | Frédéric Bessy     | 4 P. und 4 s |
| Dritter  | Andrej Kunizki     | 3 P. und 2 s |
| Vierter  | Simone Masciarelli | 2 P.         |
| Fünfter  | Arnaud Labbe       | 1 P.         |
| Sechster | Franck Renier      | 0 P.         |

### Bergwertungen
Passo del Cerreto, Kategorie 2 (71,7 km)
| Erster  | Luis Felipe Laverde | 5 P. |
| Zweiter | Emanuele Sella      | 3 P. |
| Dritter | Pietro Caucchioli   | 1 P. |

## 10. Etappe am 22. Mai vonLido di CamaiorenachSantuario Nostra Signora della Guardia(250km)
Die zweite Bergetappe der Rundfahrt begann, im Vergleich zu den vorangegangenen Etappen, sehr unruhig. Gleich zu Beginn versuchten immer wieder Fahrer sich vom Hauptfeld zu lösen. Im Anstieg zur ersten Bergwertung des Tages setzten sich George Hincapie, Iván Parra, Alberto Losada, Fortunato Baliani, Hubert Dupont und Mauricio Ardila vom Feld ab. Aufgrund der Zusammensetzung der Gruppe, in der sich mit Hincapie eine ernstzunehmende Gefahr für die Favoriten befand, konnten sie ihren Vorsprung auf nur etwa fünf Minuten ausbauen. Im Anstieg zur zweiten Bergwertung zerfiel die Gruppe, deren Vorsprung bereits auf etwa eine Minute geschmolzen war, auseinander. Ardila und Dupont konnten dem Tempo ihrer Fluchtgefährten nicht mehr folgen und Hincapie fiel wegen einer Reifenpanne zurück. Er konnte jedoch noch vor der Bergwertung wieder zum Führungstrio aufschließen.
Als es in den Schlussanstieg nach Santuario Nostra Signora della Guardia ging, hatte sich die Gruppe der Favoriten bereits auf circa 50 Fahrer reduziert. Im Führungsquartett setzte Iván Parra den ersten Angriff, dem nur George Hincapie folgen konnte. Die zweite Attacke Parras war er jedoch nicht in der Lage zu kontern. Durch das Tempodiktat des Teams von Liquigas verringerte sich die Anzahl der Fahrer in der Favoritengruppe weiter deutlich. Dann attackierte Danilo Di Luca, dem keiner seiner Konkurrenten folgen konnte, und schloss zu Parra auf. Beide wurden aber schnell vom Feld eingeholt und Leonardo Piepoli griff daraufhin an. Auch Emanuele Sella und Andy Schleck setzten sich wenig später aus der Gruppe ab. In der Favoritengruppe attackierte Di Luca unterdessen erneut, dem nur Gilberto Simoni mit leichtem Abstand folgte. Schleck wurde schnell von Di Luca eingeholt. Piepoli erreichte als erster Fahrer den Gipfel und gewann seine dritte Etappe bei der Italien-Rundfahrt vor Danilo Di Luca und Andy Schleck.
Andrea Noè, der das Ziel als Zehnter erreichte, übernahm die Führung in der Gesamtwertung mit 1:08 Minuten auf den neuen Zweitplatzierten Marzio Bruseghin und sicherte sich erstmals seit der 14. Etappe des Giro d’Italia 1998 das Rosa Trikot. Er ist der älteste Fahrer, der je ein Führungstrikot bei einer der drei großen Landesrundfahrten getragen hat. Danilo Di Luca eroberte den ersten Platz der Bergwertung von Luis Felipe Laverde zurück und Andy Schleck sicherte sich die Führung in der Nachwuchswertung vor Riccardo Riccò.

### Aufgaben
- 64 Yohann Gène – während der Etappe, Kniebeschwerden
- 65 Arnaud Labbe – während der Etappe, Erschöpfung
- 77 José Joaquín Rojas Gil – während der Etappe
- 78 Alexei Markow – während der Etappe
- 87 Paride Grillo – während der Etappe
- 184 Juan José Haedo – während der Etappe, Erschöpfung
- 193 Sergio Ghisalberti – während der Etappe, Rückenbeschwerden
- 197 Alberto Ongarato – vor dem Start der Etappe, Kniebeschwerden
- 214 Greg Henderson – während der Etappe, Erschöpfung

### Zwischensprints
Zwischensprint in Quarto dei Mille (207,2 km)
| Erster   | Iván Parra        | 5 P. und 6 s |
| Zweiter  | Alberto Losada    | 4 P. und 4 s |
| Dritter  | George Hincapie   | 3 P. und 2 s |
| Vierter  | Fortunato Baliani | 2 P.         |
| Fünfter  | Hubert Dupont     | 1 P.         |
| Sechster | Mauricio Ardila   | 0 P.         |

### Bergwertungen
Passo del Biscia, Kategorie 2 (143,8 km)
| Erster  | Fortunato Baliani | 5 P. |
| Zweiter | George Hincapie   | 3 P. |
| Dritter | Iván Parra        | 1 P. |

Campi, Kategorie 3 (222,8 km)
| Erster  | Fortunato Baliani | 3 P. |
| Zweiter | Iván Parra        | 2 P. |
| Dritter | Alberto Losada    | 1 P. |

Santuario Nostra Signora della Guardia, Bergankunft (249,0 km)
| Erster  | Leonardo Piepoli | 15 P. |
| Zweiter | Danilo Di Luca   | 10 P. |
| Dritter | Andy Schleck     | 6 P.  |
| Vierter | Gilberto Simoni  | 4 P.  |
| Fünfter | Riccardo Riccò   | 2 P.  |

## 11. Etappe am 23. Mai vonSerravalle ScrivianachPinerolo(198km)
Die knapp 200 Kilometer lange Flachetappe begann wieder recht ruhig und erst nach 33 Rennkilometern starteten Pierre Drancourt und Lilian Jégou den ersten Angriff. Sie konnten sich aber nicht absetzen. Erst als Mickaël Buffaz und Carl Naibo attackierten, ließ das Hauptfeld diese ziehen. Wenige Kilometer nach Beginn des Ausreißversuches nahm Naibo das Tempo aus seiner Fahrt und Buffaz setzte die Flucht alleine fort. Er baute seinen Vorsprung schnell aus, doch an der einzigen kleinen Erhebung des Tages büßte er soviel Zeit ein, dass er kurzzeitig mit dem Gedanken spielte die Flucht frühzeitig zu beenden. Nachdem seine Teamleitung ihn zum Fortsetzen der Flucht überredet hatte, vergrößerte er den Vorsprung auf das Feld auf maximal 9:15 Minuten. Durch seinen Rückstand von 58:39 Minuten im Gesamtklassement auf Andrea Noè machte das Hauptfeld zunächst keine Anstalten die Verfolgung aufzunehmen. Erst als die Sprinterteams die Verfolgung aufnahmen, verringerte sich der Vorsprung von Buffaz drastisch. Die Flucht endete 13 Kilometer vor dem Ziel nach einer Alleinfahrt von 147 Kilometern.
Nach dem Zusammenschluss begann das Rennen knapp zehn Kilometer vor dem Ziel von neuem, da die Sprinter und deren Anfahrer bereits um die beste Ausgangsposition für den bevorstehenden Massensprint kämpften. Eine Attacke von Michail Ignatjew brachte wegen des hohen Tempos des Hauptfeldes keinen Erfolg. Im Massensprint sicherte sich Alessandro Petacchi seinen dritten Etappensieg vor Gabriele Balducci und Robbie McEwen. Überschattet wurde der Schlusssprint von Stürzen mehrerer Fahrer, die auf der Ziellinie und den aufgesprühten Sponsorenbildern wegrutschten, da sich diese durch den eingesetzten Regen teilweise aufgelöst hatten.
In den verschiedenen Wertungen gab es keine Veränderungen.

### Aufgaben
- 141 Davide Rebellin – vor dem Start der Etappe, Erschöpfung

### Zwischensprints
Zwischensprint in Saluzzo (159,9 km)
| Erster   | Mickaël Buffaz     | 5 P. und 6 s |
| Zweiter  | Nicolas Crosbie    | 4 P. und 4 s |
| Dritter  | Simone Masciarelli | 3 P. und 2 s |
| Vierter  | Pierre Drancourt   | 2 P.         |
| Fünfter  | Giuseppe Palumbo   | 1 P.         |
| Sechster | Frédéric Bessy     | 0 P.         |

## 12. Etappe am 24. Mai vonScalenghenachBriançon(163km)
Die Etappe, die die Fahrer auf das „Dach des Giro d’Italia“ führte, begann trotz des schwierigen Profils sehr schnell. Gleich zu Beginn attackierten immer wieder Fahrer, um eine erfolgreiche zu initiieren. Nach 14 Kilometern setzten sich die Franzosen Yoann Le Boulanger und Christophe Riblon vom Feld ab, die in einer schnellen ersten Rennstunde, die im Durchschnitt mit einer Geschwindigkeit von 46,1 km/h absolviert wurde, ihren Vorsprung schnell auf über 17 Minuten ausbauten, ohne dass das Hauptfeld Anstalten machte die Verfolgung aufzunehmen.
Als es in den Anstieg zum Colle dell’Agnello ging, zerfiel das Ausreißerduo und Le Boulanger übernahm die alleinige Führung. Im Peloton hatte inzwischen das Team Saunier Duval-Prodir um seinen Kapitän Gilberto Simoni die Tempoarbeit in die Hand genommen und dezimierte das Feld drastisch auf eine nur noch sieben Fahrer starke Gruppe um die Favoriten. Der Vorsprung der Ausreißer nahm durch das hohe Tempo der Favoritengruppe, die sich aus Danilo Di Luca, Eddy Mazzoleni, Gilberto Simoni, Leonardo Piepoli, Andy Schleck, Stefano Garzelli und Damiano Cunego bildete, ebenso schnell ab wie er angestiegen war. Auch Garzelli fiel alsbald aus der Favoritengruppe zurück. Die Cima Coppi des Giros, auf dem Gipfel, sicherte sich Yoann Le Boulanger vor Christophe Riblon, der mit einem Abstand von 2:43 Minuten folgte. Der Rückstand der Favoritengruppe betrug 5:58 Minuten. In der folgenden Abfahrt schloss Garzelli wieder zur Favoritengruppe auf.
Am Fuße des Anstiegs zum Col d’Izoard überholten die Favoriten zunächst Riblon, ehe Simoni und Piepoli ihre zahlenmäßige Überlegenheiten erstmals versuchten auszuspielen. Die Attacke sprengte die Gruppe zunächst in zwei Teile, da wiederum Garzelli und auch Mazzoleni nicht mehr folgen konnten. Sie schlossen jedoch wenig später wieder zum Quintett auf. Garzelli war es dann erneut der als erster Fahrer dauerhaft den Anschluss an die Gruppe verlor. Ihm folgte Piepoli, der lange Zeit die Führungsarbeit für seinen Kapitän Simoni geleistet hatte. Dieser erhöhte wenig später das Tempo der Gruppe und testete die Verfassung seiner vier Konkurrenten an. Nach einer weiteren Tempoverschärfung Simonis war Damiano Cunego der nächste, der den Kontakt zur Gruppe verlor. Etwa drei Kilometer vor dem Gipfel überholte das verbliebene Quartett dann den Führenden Le Boulanger, während Cunego auf einem kurzen Flachstück wieder zur Führungsgruppe aufschloss. Kurz vor dem Gipfel attackierte Danilo Di Luca und seine vier Mitstreiter kamen in Schwierigkeiten. Sie holten Di Luca erst wieder auf der Abfahrt nach Briançon wieder ein.
In Briançon griff dann Di Luca in der 1,3 Kilometer langen Schlusssteigung zum Ziel hin erneut an. Ihm folgten Andy Schleck und Gilberto Simoni. Wenige hundert Meter forcierte Di Luca noch einmal das Tempo, wodurch auch Schleck zurückfiel. Im Schlusssprint distanzierte Di Luca dann Simoni im Sprint und sicherte sich den zweiten Etappensieg als Solist und den dritten insgesamt. Den dritten Platz belegte Andy Schleck.
Danilo Di Luca übernahm durch den Tagessieg wieder das Rosa Trikot von seinem Teamkollegen Andrea Noè. Sein Vorsprung auf den zweitplatzierten Marzio Bruseghin vor dem bevorstehenden Bergzeitfahren betrug 1:03 Minuten.

### Aufgaben
- 35 Danilo Napolitano – während der Etappe, Erschöpfung
- 44 Gabriele Balducci – während der Etappe
- 47 Simone Masciarelli – während der Etappe
- 108 Thor Hushovd – während der Etappe, Vorbereitung auf Tour de France
- 114 George Hincapie – vor dem Start der Etappe, Vorbereitung auf Tour de France
- 123 Dionisio Galparsoro – während der Etappe, Bruch des Armes nach Sturz
- 124 Aitor Hernández – vor dem Start der Etappe, Bruch des Schlüsselbeins nach Sturz am Vortag
- 142 Robert Förster – vor dem Start der Etappe, Vorbereitung auf Tour de France
- 145 Tim Klinger – während der Etappe, Sehnenreizung im Knie
- 161 Robbie McEwen – vor dem Start der Etappe, Vorbereitung auf Tour de France
- 181 Fabian Cancellara – während der Etappe
- 185 Alexander Kolobnew – während der Etappe

### Zwischensprints
Zwischensprint in Sampeyre (70,6 km)
| Erster   | Yoann Le Boulanger | 5 P. und 6 s |
| Zweiter  | Christophe Riblon  | 4 P. und 4 s |
| Dritter  | Mickaël Buffaz     | 3 P. und 2 s |
| Vierter  | Pierre Drancourt   | 2 P.         |
| Fünfter  | Giuseppe Palumbo   | 1 P.         |
| Sechster | Nicolas Crosbie    | 0 P.         |

### Bergwertungen
Colle dell'Agnello, Cima Coppi (102,4 km)
| Erster   | Yoann Le Boulanger | 20 P. |
| Zweiter  | Christophe Riblon  | 15 P. |
| Dritter  | Leonardo Piepoli   | 10 P. |
| Vierter  | Gilberto Simoni    | 6 P.  |
| Fünfter  | Damiano Cunego     | 4 P.  |
| Sechster | Eddy Mazzoleni     | 2 P.  |

Col d’Izoard, Kategorie 1 (142,2 km)
| Erster  | Danilo Di Luca  | 10 P. |
| Zweiter | Gilberto Simoni | 6 P.  |
| Dritter | Andy Schleck    | 4 P.  |
| Vierter | Eddy Mazzoleni  | 2 P.  |
| Fünfter | Damiano Cunego  | 1 P.  |

## 13. Etappe am 25. Mai vonBiellanachOropa(12,6km;BZF)
Das erste Einzelzeitfahren, das in einem Bergzeitfahren ausgetragen wurde, war 12,6 Kilometer lang. Dabei mussten die Fahrer 734 Höhenmeter überwinden. Die Etappe war der Höhepunkt des diesjährigen Giros und wurde dem verstorbenen Marco Pantani gewidmet, der 1999 in Oropa das Rosa Trikot erobert hatte.
Als erster Fahrer ging um 13:45 Uhr Aaron Olsen vom Team T-Mobile, damals 159. und Letzter im Gesamtklassement mit bereits 2:06:56 Stunden Rückstand auf den Führenden Danilo Di Luca, an den Start. Di Luca ging als letzter Starter um 16:38 Uhr auf die Strecke.
Die erste Richtzeit unter den schwächeren Fahrern setzte der Italiener Giovanni Visconti. Erst der mexikanische Kletterspezialist Julio Pérez Cuapio und der US-amerikanische Zeitfahrmeister David Zabriskie waren in der Lage die Zeit des Italieners zu unterbieten. Als die Favoriten für die Gesamtwertung auf die Strecke gingen, setzte überraschenderweise Leonardo Piepoli mit 28:56 Minuten eine neue Bestzeit im Ziel. Er hatte sich im Verlauf seiner Fahrt kontinuierlich gesteigert und unterbot die Zeit Zabriskies deutlich um 18 Sekunden.
Unter den Favoriten zeigte lediglich Danilo Di Luca seine Qualitäten am Berg. Gilberto Simoni, Damiano Cunego und Andy Schleck verloren auf Di Luca, der am Ende des Tages Dritter wurde, weiterhin wertvolle Sekunden im Kampf um die Führung in der Gesamtwertung.
Den Sieg sicherte sich der italienische Zeitfahrmeister Marzio Bruseghin, der mit einer niedrigen und kraftvollen Trittfrequenz die Zeit Piepolis am Ende um eine Sekunde unterbot. Zudem verkürzte er seinen Rückstand auf Di Luca um acht Sekunden.

### Aufgaben
- 111 Jaroslaw Popowytsch – vor dem Start der Etappe, Rücken- und Knieschmerzen nach Sturz auf der 11. Etappe

### Zwischenstände
1. Zwischenzeitmesspunkt (5,0 km)
| Erster   | Jewgeni Petrow     | 8:33 min   |
| Zweiter  | Danilo Di Luca     | + 0:02 min |
| Dritter  | Julio Pérez Cuapio | + 0:05 min |
| Vierter  | David Zabriskie    | + 0:05 min |
| Fünfter  | Andy Schleck       | + 0:06 min |
| Sechster | Marzio Bruseghin   | + 0:11 min |
| Siebter  | Vincenzo Nibali    | + 0:12 min |
| Achter   | Eddy Mazzoleni     | + 0:12 min |
| Neunter  | Stefano Garzelli   | + 0:13 min |
| Zehnter  | Franco Pellizotti  | + 0:14 min |

2. Zwischenzeitmesspunkt (9,4 km)
| Erster   | Danilo Di Luca     | 20:58 min  |
| Zweiter  | Leonardo Piepoli   | + 0:04 min |
| Dritter  | David Zabriskie    | + 0:08 min |
| Vierter  | Jewgeni Petrow     | + 0:13 min |
| Fünfter  | Marzio Bruseghin   | + 0:14 min |
| Sechster | Andy Schleck       | + 0:19 min |
| Siebter  | Franco Pellizotti  | + 0:20 min |
| Achter   | Stefano Garzelli   | + 0:21 min |
| Neunter  | Julio Pérez Cuapio | + 0:24 min |
| Zehnter  | Eddy Mazzoleni     | + 0:25 min |

### Bergwertungen
Santuario di Oropa, Bergankunft (12,6 km)
| Erster  | Marzio Bruseghin  | 15 P. |
| Zweiter | Leonardo Piepoli  | 10 P. |
| Dritter | Danilo Di Luca    | 6 P.  |
| Vierter | David Zabriskie   | 4 P.  |
| Fünfter | Franco Pellizotti | 2 P.  |

## 14. Etappe am 26. Mai vonCantùnachBergamo(192km)
Auf der Etappe durch das lombardische Alpenvorland versuchten bereits zu Beginn einige Fahrer sich vom Hauptfeld abzusetzen. Erst nach etwa 80 Rennkilometern gelang dem Deutschen Sven Krauß der entscheidende Vorstoß. Krauß baute seinen Vorsprung am Fuße des Anstiegs zum Passo di San Marco schnell auf etwa zwei Minuten aus, ehe eine sechsköpfige Gruppe, in der sich Michael Rasmussen und Paolo Bettini befanden, die Verfolgung aufnahm. Das Hauptfeld reagierte jedoch auf die Attacke und holte das Sextett ein, woraufhin Bettini erneut angriff. Diesmal bildete sich eine elfköpfige Verfolgergruppe, die Sven Krauß alsbald einholte. Da Krauß dem Tempo der gut harmonierenden Gruppe im Anstieg zum San Marco nicht mehr folgen konnte, fiel er auch aus dieser zurück. Knapp vor dem Gipfel zerfiel die Führungsgruppe erstmals. Paolo Bettini, Alberto Losado und Kurt Asle Arvesen konnten als erste dem Tempo nicht mehr folgen. Unterdessen kam es im Hauptfeld zur nächsten Attacke durch Stefano Garzelli, nachdem sein Team Acqua & Sapone lange Zeit die Führungsarbeit geleistet hatte. In der Fluchtgruppe erreichten Sylwester Szmyd, José Luis Rubiera, Michael Rasmussen, Iván Parra und Fortunato Baliani als erste Fahrer den Gipfel mit etwa zwei Minuten Vorsprung auf das große Feld.
In der folgenden Abfahrt vergrößerte sich die Ausreißergruppe wieder auf acht Fahrer, nachdem Marco Pinotti, Iban Mayo und Paolo Bettini aufgeschlossen hatten. Auch die Gruppe um Garzelli vergrößerte sich, da er Gesellschaft von Eddy Mazzoleni, Gilberto Simoni, Franco Pellizotti, Massimo Codol und Paolo Savoldelli erhielt. Aufgrund der Rennsituation ließ sich zunächst Mayo in die Verfolgergruppe zurückfallen, um seinen Kapitän Simoni zu unterstützen, und Pellizotti wartete auf das Hauptfeld um Danilo Di Luca zu helfen. Im Flachstück zum zweiten Anstieg des Tages holten die Verfolger die Führungsgruppe ein und übernahmen sofort die Tempoarbeit. Im Anstieg zerfiel die 16-köpfige Gruppe sofort und so verblieben mit Savoldelli, Mazzoleni, Garzelli, Simoni, Baliani, Parra und Bettini sieben Fahrer an der Spitze. In der etwa 20-köpfigen Gruppe dahinter versuchten die Teams von Lampre-Fondital und Liquigas verzweifelt den etwa einminütigen Rückstand zu verkürzen.
Auf den folgenden flachen 25 Kilometern nach Bergamo blieb der Vorsprung von einer Minute konstant. Etwa vier Kilometer vor dem Ziel folgte ein letzter kleiner Anstieg auf Kopfsteinpflaster, in dem Gilberto Simoni aus der Führungsgruppe heraus attackierte. Ihm folgten mit geringem Abstand Garzelli und Bettini. Simoni behauptete seinen kleinen Vorsprung bis wenige hundert Meter vor dem Ziel, doch Garzelli konnte aufgrund des Windschattens zweier Motorräder des italienischen Fernsehsenders RAI zu Simoni aufschließen und diesen dann kurz vor der Ziellinie übersprinten. Simoni, der 38 Sekunden auf Danilo Di Luca, Damiano Cunego, Marzio Bruseghin und Andy Schleck aufholen konnte, belegte vor Paolo Bettini den zweiten Platz.
In den einzelnen Wertungen gab es erneut keine Veränderungen.

### Aufgaben
- 8 Jurgen Van De Walle – während der Etappe
- 43 Alexander Arekejew – während der Etappe
- 96 Mathieu Heijboer – während der Etappe
- 99 Steve Zampieri – während der Etappe
- 102 Francesco Bellotti – während der Etappe, Sturzverletzungen
- 118 Brian Vandborg – während der Etappe
- 129 Joseba Zubeldia – während der Etappe
- 149 Oliver Zaugg – während der Etappe, Sitzprobleme
- 175 Max Van Heeswijk – während der Etappe, Atemprobleme
- 198 Fabio Sabatini – während der Etappe, Beinschmerzen
- 202 Iwan Rowny – vor dem Start der Etappe

### Zwischensprints
Zwischensprint in Piazza Brembana (134,5 km)
| Erster   | Marco Pinotti     | 5 P. und 6 s |
| Zweiter  | Fortunato Baliani | 4 P. und 4 s |
| Dritter  | Paolo Bettini     | 3 P. und 2 s |
| Vierter  | Sylwester Szmyd   | 2 P.         |
| Fünfter  | Michael Rasmussen | 1 P.         |
| Sechster | Iván Parra        | 0 P.         |

### Bergwertungen
Passo di San Marco, Kategorie 1 (112,1 km)
| Erster  | Fortunato Baliani | 10 P. |
| Zweiter | Michael Rasmussen | 6 P.  |
| Dritter | Sylwester Szmyd   | 4 P.  |
| Vierter | Iván Parra        | 2 P.  |
| Fünfter | José Luis Rubiera | 1 P.  |

La Trinità, Kategorie 2 (153,2 km)
| Erster  | Paolo Savoldelli  | 5 P. |
| Zweiter | Fortunato Baliani | 3 P. |
| Dritter | Eddy Mazzoleni    | 1 P. |

## 15. Etappe am 27. Mai vonTrientan dieDrei Zinnen(184km)
Die erste Dolomiten-Etappe, zugleich die Königsetappe der diesjährigen Austragung, wurde von Beginn an von einer 22-köpfigen Ausreißergruppe geprägt, die sich bei Rennkilometer 21 gebildet hatte. Die Gruppe, in der sich unter anderem Paolo Bettini, Fortunato Baliani, Salvatore Commesso, Michael Rasmussen und Pietro Caucchioli befanden, baute ihren Vorsprung bis zum Anstieg zum Passo di San Pellegrino auf knapp über sechs Minuten aus. Im Anstieg verringerte sich sowohl die Anzahl der Fahrer in der Gruppe auf 19, als auch deren Vorsprung wieder. Zudem bildete sich eine Verfolgerquartett bestehend aus Leonardo Piepoli, Riccardo Riccò, Julio Pérez Cuapio und Iván Parra. Die Verfolger erreichten den Gipfel mit 1:03 Minuten Rückstand auf die Führenden und die Gruppe um das Maglia Rosa folgte mit 3:43 Minuten Rückstand.
Auf der anschließenden Abfahrt schlossen die Verfolger zu den Führenden auf. Nachdem es in den Anstieg zum Passo di Giau ging, fielen erneut schnell einige Fahrer zurück und so blieben 18 an der Spitze des Feldes, die weiterhin einen etwa vierminütigen Vorsprung auf die dahinterliegende Gruppe um die Favoriten hatten. Aus dieser Favoritengruppe fielen Stefano Garzelli und Marzio Bruseghin heraus. Nach einer Attacke von Danilo Di Luca verkleinerte sich die Gruppe auf nur noch fünf Fahrer, darunter, neben Di Luca, Gilberto Simoni, Damiano Cunego, Andy Schleck und Eddy Mazzoleni, die den Gipfel des Giau mit einem Rückstand von 2:25 Minuten auf Piepoli, Riccò, Pérez Cuapio und Parra erreichten.
In der Abfahrt vom Giau schlossen wieder einige zur Verfolgergruppe auf, die auf der Abfahrt zudem noch Fahrer aus der früheren großen Spitzengruppe einholte. Als es in den dritten Anstieg des Tages ging, verloren schnell wieder mehrere Fahrer den Anschluss, so dass neun Fahrer verblieben, zu denen jedoch nicht mehr Eddy Mazzoleni gehörte, der attackiert hatte und den Rückstand auf die Spitzengruppe kontinuierlich verringerte. Ebenso befand sich Michael Rasmussen noch zwischen den Favoriten und den Führenden. In der Favoritengruppe schlief das Tempo währenddessen ein. Das Führungsquartett erreichte den Gipfel mit einem Vorsprung von 1:20 Minuten auf Mazzoleni und 4:00 Minuten auf die Gruppe des Maglia Rosa.
Im Schlussanstieg an den Drei Zinnen forcierte zunächst Parra in der Spitzengruppe das Tempo, konnte sich damit aber ebenso wenig wie Riccò von seinen Mitstreitern absetzen. Die Gruppe um Danilo Di Luca verlor weiterhin deutlich an Zeit, da keiner der Favoriten die Tempoarbeit übernehmen wollte. Erst als Di Luca sein Trikot gegenüber Mazzoleni in Gefahr sah, entschloss er sich die Führungsarbeit zu machen, woraufhin sich die Gruppe auf vier Fahrer verkleinerte und sie zu Rasmussen aufschloss. Im mit 18 % Steigung steilsten Abschnitt griff dann Danilo Di Luca an, dem nur Simoni mit leichtem Abstand folgen konnte. Schleck und Cunego hatten dagegen Probleme und konnten das Tempo nicht mitgehen, wenig später dann auch Simoni. Vorne blieb das Führungsquartett bis einen Kilometer vor dem Ziel beisammen. Erst ein Angriff von Parra führte dazu, dass Pérez Cuapio den Anschluss verlor. Auf der Zielgerade sicherte sich Saunier Duval-Prodir den Doppelsieg. Riccardo Riccò gewann seine erste Giro-Etappe vor Leonardo Piepoli und Iván Parra.
In der Gesamtwertung übernahm Eddy Mazzoleni den zweiten Platz in der Gesamtwertung mit 1:51 Minuten Rückstand auf Danilo Di Luca. Leonardo Piepoli übernahm die Führung in der Wertung um das Maglia Verde, das er bereits seit der 12. Etappe in Vertretung von Di Luca getragen hatte. Saunier Duval-Prodir sicherte sich erstmals während der Rundfahrt die Führung in der Mannschaftswertung.

### Aufgaben
- 15 Sergei Jakowlew – während der Etappe
- 22 Rubens Bertogliati – während der Etappe
- 26 Manuele Mori – während der Etappe
- 157 Wim Van Huffel – vor dem Start der Etappe

### Zwischensprints
Zwischensprint in Cortina d’Ampezzo (162,1 km)
| Erster   | Julio Pérez Cuapio | 5 P. und 6 s |
| Zweiter  | Leonardo Piepoli   | 4 P. und 4 s |
| Dritter  | Riccardo Riccò     | 3 P. und 2 s |
| Vierter  | Iván Parra         | 2 P.         |
| Fünfter  | Paolo Savoldelli   | 1 P.         |
| Sechster | Eddy Mazzoleni     | 0 P.         |

### Bergwertungen
Passo di San Pellegrino, Kategorie 1 (93,0 km)
| Erster  | Fortunato Baliani  | 10 P. |
| Zweiter | Josep Jufré        | 6 P.  |
| Dritter | Pietro Caucchioli  | 4 P.  |
| Vierter | Daniele Contrini   | 2 P.  |
| Fünfter | Salvatore Commesso | 1 P.  |

Passo di Giau, Kategorie 1 (145,5 km)
| Erster  | Leonardo Piepoli   | 10 P. |
| Zweiter | Riccardo Riccò     | 6 P.  |
| Dritter | Julio Pérez Cuapio | 4 P.  |
| Vierter | Iván Parra         | 2 P.  |
| Fünfter | Michael Rasmussen  | 1 P.  |

Passo Tre Croci, Kategorie 2 (170,1 km)
| Erster  | Leonardo Piepoli   | 5 P. |
| Zweiter | Riccardo Riccò     | 3 P. |
| Dritter | Julio Pérez Cuapio | 1 P. |

Drei Zinnen, Bergankunft (184,0 km)
| Erster  | Riccardo Riccò     | 15 P. |
| Zweiter | Leonardo Piepoli   | 10 P. |
| Dritter | Iván Parra         | 6 P.  |
| Vierter | Julio Pérez Cuapio | 4 P.  |
| Fünfter | Eddy Mazzoleni     | 2 P.  |

## 16. Etappe am 29. Mai vonAgordonachLienz(189km)
Nach einem äußerst ruhigen Rennverlauf auf den ersten 123 Kilometern der Etappe, die mit einer Durchschnittsgeschwindigkeit von unter 30 km/h bewältigt wurden, eröffneten Laurent Mangel und Benoît Joachim mit einem Angriff das Rennen. Dahinter versuchte sich zunächst eine weitere Ausreißergruppe zu bilden, was jedoch vorerst durch das Hauptfeld unterbunden wurde. Nach kurzer Zeit konnten sich zwei größere Gruppen vom Feld lösen, wovon eine alsbald zum Führungsduo aufschloss. In einem der kleinen Anstiege attackierte dann auch Stefano Garzelli aus dem Hauptfeld heraus. Die Ausreißergruppen zerfielen unterdessen und Laurent Mangel, Pietro Caucchioli und Ricardo Serrano bildeten das neue Führungstrio. Alsbald schlossen auch José Luis Rubiera und Benoît Joachim zu ihnen auf. Joachim verlor nach kurzer Zeit wieder den Anschluss und bildete gemeinsam mit Stefano Garzelli, Julian Dean und Pablo Lastras das Verfolgerquartett. Durch Garzellis Führungsarbeit schlossen die Verfolger am Fuße des Bannberg zur Führungsgruppe auf. Garzelli konnte seine sieben Kontrahenten im Anstieg abhängen und erreichte den Gipfel des Bannberg mit einem Vorsprung von 43 Sekunden auf die noch aus fünf Fahrern bestehende Verfolgergruppe. Hinter diesen hatte sich eine weitere aus zwölf Fahrern bestehende Gruppe gebildet, die bereits über zwei Minuten Rückstand hatte.
In der Folge behauptete Garzelli seinen Vorsprung und erreichte Lienz, wo noch eine 17 Kilometer lange Runde auf einem Rundkurs absolviert werden musste, solo. Am Ende sicherte er sich seinen zweiten Tagessieg vor Laurent Mangel und Ricardo Serrano, die das Ziel mit 1:01 Minuten Rückstand erreichten. Das Hauptfeld kam mit einem Rückstand von 8:10 Minuten ins Ziel.
In den vier Einzelwertungen gab es keine Veränderungen, jedoch eroberte das Team Ceramiche Panaria-Navigare die Führung in der Mannschaftswertung zurück.

### Zwischensprints
Zwischensprint in Sillian (130,0 km)
| Erster   | Laurent Mangel   | 5 P. und 6 s |
| Zweiter  | Benoît Joachim   | 4 P. und 4 s |
| Dritter  | Martin Müller    | 3 P. und 2 s |
| Vierter  | Matteo Bono      | 2 P.         |
| Fünfter  | Franck Renier    | 1 P.         |
| Sechster | Lorenzo Bernucci | 0 P.         |

### Bergwertungen
Passo di Campolongo, Kategorie 2 (45,4 km)
| Erster  | Fortunato Baliani  | 5 P. |
| Zweiter | Leonardo Piepoli   | 3 P. |
| Dritter | Yoann Le Boulanger | 1 P. |

Bannberg, Kategorie 3 (162,0 km)
| Erster  | Stefano Garzelli  | 3 P. |
| Zweiter | Pablo Lastras     | 2 P. |
| Dritter | Pietro Caucchioli | 1 P. |

## 17. Etappe am 30. Mai vonLienzauf denMonte Zoncolan(142km)
Auf der vorletzten Bergetappe des diesjährigen Giro mit der vielleicht schwersten Bergankunft am Monte Zoncolan setzte sich bereits nach 24 Kilometern eine Spitzengruppe aus zwölf Fahrern um Paolo Bettini und den Bergspezialisten Fortunato Baliani vom Hauptfeld ab. Aufgrund der guten Zusammenarbeit konnte die Gruppe auf den ersten beiden Bergwertungen der Etappe ihren Vorsprung auf über fünf Minuten gegenüber dem Feld mit den Bestplatzierten im Gesamtklassement ausbauen. In der Anfahrt auf den Schlussanstieg zum Monte Zoncolan erhöhte Liquigas, das Team des Gesamtführenden Danilo Di Luca, das Tempo, so dass der Vorsprung der Ausreißer nach und nach schrumpfte.
Mit Beginn des 10,1 Kilometer langen und bis zu 22 % steilen Schlussanstieges begann das „Ausscheidungsfahren“ im Hauptfeld, während die Ausreißergruppe auseinanderfiel und Dario Cioni versuchte, alleine das Ziel zu erreichen. Gilberto Simoni ergriff als Erster der Favoriten die Initiative, schließlich konnten ihm nur noch der Gesamtführende Danilo Di Luca, Damiano Cunego und Leonardo Piepoli mit leichtem Abstand folgen, Eddy Mazzoleni und Andy Schleck hingegen mussten abreißen lassen. Schleck schaffte es jedoch, wieder an die Gruppe heranzufahren. Sechs Kilometer vor dem Ziel fiel zunächst Di Luca zurück, dann auch Cunego. Auf den letzten beiden Kilometern gelang es dem Trio um Simoni schließlich, die beiden verbliebenen Ausreißer Cioni und Massimo Codol einzuholen. Die Entscheidung fiel zwischen den beiden Italienern mit dem besseren Ende für Gilberto Simoni, dem sein Teamkollege Piepoli den Sieg überließ. Andy Schleck wurde nach aufopferungsvollem Kampf Dritter. Der Gesamtführende Danilo Di Luca erreichte mit einem Rückstand von 32 Sekunden als Vierter das Ziel und hat nun alle Trümpfe in der Hand das Rosa Trikot bis nach Mailand zu tragen.
Auch nach dem 17. Teilstück gab es keine Veränderungen in den Einzelwertungen. Der Luxemburger Andy Schleck übernahm lediglich den zweiten Platz in der Gesamtwertung mit einem Rückstand von 2:24 Minuten auf Di Luca. Die Führung in der Teamwertung eroberte das Team Saunier Duval-Prodir nach nur einer Etappe zurück.
Überschattet wurde die Etappe von der Suspendierung von Aketza Peña, der für das Team Euskaltel-Euskadi fuhr. Peña wurde beim Giro del Trentino, einem Etappenrennen in der Region Trentino-Südtirol, im April positiv auf Doping getestet. Daraufhin schloss ihn sein Team vom Giro aus und suspendierte ihn bis auf weiteres.

### Suspendierungen
- 127 Aketza Peña – vor dem Start der Etappe, positiver Dopingbefund beim Giro del Trentino im April

### Zwischensprints
Zwischensprint in Sappada (89,1 km)
| Erster   | Paolo Bettini      | 5 P. und 6 s |
| Zweiter  | Yoann Le Boulanger | 4 P. und 4 s |
| Dritter  | Massimo Codol      | 3 P. und 2 s |
| Vierter  | Fortunato Baliani  | 2 P.         |
| Fünfter  | Dario Cioni        | 1 P.         |
| Sechster | Addy Engels        | 0 P.         |

### Bergwertungen
Passo di Monte Croce di Comelice, Kategorie 2 (55,9 km)
| Erster  | Fortunato Baliani  | 5 P. |
| Zweiter | Yoann Le Boulanger | 3 P. |
| Dritter | Paolo Bettini      | 1 P. |

Tualis, Kategorie 2 (116,1 km)
| Erster  | Fortunato Baliani | 5 P. |
| Zweiter | Dario Cioni       | 3 P. |
| Dritter | Massimo Codol     | 1 P. |

Monte Zoncolan, Bergankunft (142,0 km)
| Erster  | Gilberto Simoni  | 15 P. |
| Zweiter | Leonardo Piepoli | 10 P. |
| Dritter | Andy Schleck     | 6 P.  |
| Vierter | Danilo Di Luca   | 4 P.  |
| Fünfter | Damiano Cunego   | 2 P.  |

## 18. Etappe am 31. Mai vonUdinenachRiese Pio X(203km)
Auf dem flachen Teilstück von Udine nach Riese Pio X versuchten, nach den schweren Bergetappen der Vortage, bereits frühzeitig einige Fahrer einen erfolgreichen Fluchtversuch zu initiieren. Erst nach 35 Kilometern gelang einem Septett bestehend aus Addy Engels, Francisco Vila, Franck Renier, Maxim Gurow, Eric Berthou, Pedro Horrillo und Michail Ignatjew sich vom Peloton zu lösen. Doch aufgrund der Zusammensetzung der Gruppe, in der sich mit Vila, der die 16. Position im Gesamtklassement belegte, eine Gefahr für die Führenden befand, und der Ambitionen des Team Milram ihrem Sprinter Alessandro Petacchi zum vierten Etappensieg zu verhelfen, wuchs der Vorsprung nur auf knapp über zwei Minuten an.
Als es auf den zweimal zu umfahrenden und 16,5 Kilometer langen Rundkurs in Riese Pio X ging, war der Vorsprung auf etwa 1:20 Minuten geschmolzen. Alsbald zerfiel die Spitzengruppe, da Vila, Ignatjew und Horrillo die Flucht abbrachen. So verblieb ein Quartett, das das Feld bis sieben Kilometer vor dem Ziel in Führung fahren ließ. Als es zum Zusammenschluss kam, stieg auch das Team Tinkoff Credit Systems in die Führungsarbeit des Milram-Teams ein, wenig später auch ag2r Prévoyance, die bis 500 Meter vor dem Ziel mit Lloyd Mondory und Aljaksandr Ussau an der Spitze lagen. Mondory stürzte jedoch in der letzten Linkskurve vor dem Ziel und sein Teamkollege Ussau konnte nicht mehr ausweichen. Dadurch entstand zwischen den dahinterliegenden Matteo Tosatto, Alessandro Petacchi und Maximiliano Richeze plötzlich eine kleine Lücke zu den restlichen Fahrern. Petacchi suchte zunächst Tosattos Windschatten, musste aber als selbigen die Kräfte verließen die letzten 500 Meter allein von vorne fahren. Durch geschickte Spurwechsel versuchte er Richeze aus seinem Windschatten zu bringen, was schließlich auch gelang. Somit sicherte sich Petacchi seinen vierten Etappensieg vor Richeze und Matti Breschel.
In den Einzelwertungen und in der Teamwertung gab es keine Führungswechsel. Lediglich Alessandro Petacchi konnte durch seinen Sieg den Vorsprung auf Danilo Di Luca in der Punktewertung wieder etwas ausbauen.

### Aufgaben
- 159 Charles Wegelius – während der Etappe, Fieber

### Zwischensprints
Zwischensprint in Conegliano Veneto (116,9 km)
| Erster   | Michail Ignatjew | 5 P. und 6 s |
| Zweiter  | Maxim Gurow      | 4 P. und 4 s |
| Dritter  | Franck Renier    | 3 P. und 2 s |
| Vierter  | Addy Engels      | 2 P.         |
| Fünfter  | Pedro Horrillo   | 1 P.         |
| Sechster | Francisco Vila   | 0 P.         |

## 19. Etappe am 1. Juni vonTrevisonachComano Terme(179km)
Die letzte Bergetappe der Rundfahrt verlief bei schwierigen Bedingungen mit strömendem Regen auf den ersten 80 Kilometern sehr unruhig. Immer wieder versuchten einzelne Fahrer zu attackieren, darunter Paolo Bettini, Axel Merckx und Stefano Garzelli. Diese Versuche endeten jedoch alle erfolglos. Kurz vor der Bergwertung am Passo Pian delle Fugazze attackierte Leonardo Piepoli und sicherte sich die zehn Punkte und somit auch endgültig das Grüne Trikot des besten Bergfahrers. Auf der Abfahrt gelang es zunächst Iban Mayo sich vom Hauptfeld zu lösen. Eine sechsköpfige Gruppe, die aus Stefano Garzelli, Giovanni Visconti, Marco Marzano, Michael Rasmussen, Jewgeni Petrow und Alberto Losada bestand, konnte ihn allerdings schnell einholen. Diese Gruppe arbeitete gut zusammen und konnte einen Vorsprung von über vier Minuten auf das Hauptfeld herausfahren. Schließlich griffen erneut Mayo sowie Losada an und konnten sich mit knapp 30 Sekunden Vorsprung von ihren fünf Verfolgern absetzen.
Am letzten Tagesanstieg zum Passo Ballino gelang es Mayo auch seinen letzten Begleiter abzuhängen. Losada fiel anschließend in die Verfolgergruppe zurück. Währenddessen versuchte Michael Rasmussen Mayo bis zur Passhöhe noch zu erreichen, was ihm jedoch nicht gelang. In der Abfahrt konnte Mayo seinen Vorsprung halten und erreichte schließlich mit 43 Sekunden Vorsprung auf Giovanni Visconti das Ziel. Dritter wurde Marco Marzano, Vierter Jewgeni Petrow, der sich dadurch um einen Platz in der Gesamtwertung verbessern konnte. Die Gruppe der Favoriten erreichte das Ziel mit einem Rückstand von 3:13 Minuten auf den Tagessieger.
In den Einzelwertungen gab es keine Veränderungen.

### Zwischensprints
Zwischensprint in Rovereto (127,3 km)
| Erster   | Alberto Losada    | 5 P. und 6 s |
| Zweiter  | Iban Mayo         | 4 P. und 4 s |
| Dritter  | Giovanni Visconti | 3 P. und 2 s |
| Vierter  | Marco Marzano     | 2 P.         |
| Fünfter  | Michael Rasmussen | 1 P.         |
| Sechster | Stefano Garzelli  | 0 P.         |

### Bergwertungen
Passo Pian delle Fugazze, Kategorie 1 (101,4 km)
| Erster  | Gilberto Simoni   | 10 P. |
| Zweiter | Leonardo Piepoli  | 6 P.  |
| Dritter | Damiano Cunego    | 4 P.  |
| Vierter | Eddy Mazzoleni    | 2 P.  |
| Fünfter | Franco Pellizotti | 1 P.  |

Passo Ballino, Kategorie 3 (165,2 km)
| Erster  | Iban Mayo         | 3 P. |
| Zweiter | Michael Rasmussen | 2 P. |
| Dritter | Giovanni Visconti | 1 P. |

## 20. Etappe am 2. Juni vonBardolinonachVerona(43km;EZF)
Das zweite, flache bis leicht wellige Einzelzeitfahren war 43 Kilometer lang. Als erster Fahrer ging um 12:00 Uhr Oscar Gatto vom Team Gerolsteiner, damals 141. und Letzter im Gesamtklassement mit 3:34:48 Stunden Rückstand auf den Führenden Danilo Di Luca, an den Start. Di Luca ging als letzter Starter um 16:45 Uhr auf die Strecke.
Die ersten Richtzeiten auf dem Zeitfahrparcours von Bardolino nach Verona setzten zunächst die Zeitfahrspezialisten Michail Ignatjew, László Bodrogi und David Zabriskie. Alle drei fanden sich am Ende des Tages auch unter den besten zehn Fahrern wieder.
Unter den Führenden im Gesamtklassement fuhr zunächst Paolo Savoldelli an der ersten Zwischenzeit die absolute Bestzeit, was für die Favoriten auf den Gesamtsieg aber keine Gefahr darstellte. Die besten fünf Fahrer der Gesamtwertung lagen an der ersten Zwischenzeit nur sieben Sekunden auseinander, einzig Gilberto Simoni hatte schon 28 Sekunden Rückstand auf Danilo Di Luca, der mit seiner Zeit zwölf Sekunden hinter Savoldelli lag. Auch an der zweiten und dritten Zwischenzeit baute Savoldelli seinen Führung weiter leicht aus. Unter den Favoriten hatte sich inzwischen Eddy Mazzoleni als bester Rolleur herauskristallisiert. Sein Vorsprung an der dritten Zwischenzeit auf Di Luca betrug bereits 54 Sekunden.
Am Ende sicherte sich Paolo Savoldelli seinen ersten Etappensieg mit 36 Sekunden auf Eddy Mazzoleni und 38 Sekunden auf David Zabriskie. Andy Schleck belegte den sechsten Rang und holte 29 Sekunden auf Di Luca auf der Achter wurde. Gilberto Simoni, der 17. wurde und über zwei Minuten auf Mazzoleni verlor, musste seinen Podiumsplatz an selbigen abtreten.
In den Einzelwertungen und der Teamwertung gab es keine Führungswechsel.

### Zwischenstände
1. Zwischenzeitmesspunkt (10,3 km) in Albarè
| Erster   | Paolo Savoldelli  | 14:54 min  |
| Zweiter  | Marzio Bruseghin  | + 0:08 min |
| Dritter  | Michail Ignatjew  | + 0:10 min |
| Vierter  | David Zabriskie   | + 0:10 min |
| Fünfter  | Danilo Di Luca    | + 0:12 min |
| Sechster | Damiano Cunego    | + 0:14 min |
| Siebter  | Eddy Mazzoleni    | + 0:16 min |
| Achter   | Andy Schleck      | + 0:19 min |
| Neunter  | Franco Pellizotti | + 0:27 min |
| Zehnter  | Vincenzo Nibali   | + 0:28 min |

2. Zwischenzeitmesspunkt (20,8 km) in Sega
| Erster   | Paolo Savoldelli  | 26:23 min  |
| Zweiter  | David Zabriskie   | + 0:09 min |
| Dritter  | Eddy Mazzoleni    | + 0:14 min |
| Vierter  | Marzio Bruseghin  | + 0:25 min |
| Fünfter  | Damiano Cunego    | + 0:33 min |
| Sechster | Franco Pellizotti | + 0:38 min |
| Siebter  | Andy Schleck      | + 0:39 min |
| Achter   | Danilo Di Luca    | + 0:46 min |
| Neunter  | László Bodrogi    | + 0:58 min |
| Zehnter  | Jewgeni Petrow    | + 0:59 min |

3. Zwischenzeitmesspunkt (29,8 km) in Bussolengo
| Erster   | Paolo Savoldelli  | 37:27 min  |
| Zweiter  | Eddy Mazzoleni    | + 0:20 min |
| Dritter  | David Zabriskie   | + 0:27 min |
| Vierter  | Marzio Bruseghin  | + 0:46 min |
| Fünfter  | Andy Schleck      | + 0:54 min |
| Sechster | Franco Pellizotti | + 1:06 min |
| Siebter  | Damiano Cunego    | + 1:08 min |
| Achter   | László Bodrogi    | + 1:14 min |
| Neunter  | Danilo Di Luca    | + 1:14 min |
| Zehnter  | Jewgeni Petrow    | + 1:28 min |

## 21. Etappe am 3. Juni vonVestonenachMailand(185km)
Auch auf der Schlussetappe nach Mailand versuchten bereits zu Beginn immer wieder Fahrer sich vom Hauptfeld abzusetzen, was durch das Tempo des Feldes jedoch nicht langfristig gelang. Beim Zwischensprint der Etappe in Cambiago, den das Feld geschlossen überfuhr, sicherte sich der Russe Michail Ignatjew den Sieg in der T.V. Garibaldi-Wertung vor Mickaël Buffaz.
Danach folgte die Einfahrt nach Mailand, wo ein Rundkurs noch zehn Mal zu umfahren war. Auf der fünften Runde attackierte dann Ignatjew, um den ersten Etappensieg für sein Team Tinkoff Credit Systems zu sichern. Durch die Tempoarbeit von Liquigas und Milram endete Ignatjews Flucht in der achten Runde und es folgten, bedingt durch das hohe Tempo, keine weiteren Ausreißversuche. Im Massensprint des Feldes sicherte sich Alessandro Petacchi seinen insgesamt fünften Tagessieg vor Maximiliano Richeze und Paolo Bettini.
Der Italiener Danilo Di Luca gewann seine erste dreiwöchige Rundfahrt mit 1:55 Minuten Vorsprung auf die „Entdeckung der Rundfahrt“, den Luxemburger Andy Schleck und 2:25 Minuten auf seinen Landsmann Eddy Mazzoleni. Das Maglia Ciclamino gewann Alessandro Petacchi mit 185 Punkten deutlich vor Di Luca und Bettini. In der Bergwertung gewann mit Leonardo Piepoli ein weiterer Italiener vor Fortunato Baliani. Die erstmals ausgetragene Nachwuchswertung gewann Andy Schleck vor Riccardo Riccò. In der Teamwertung lag das spanische Team Saunier Duval-Prodir, das insgesamt vier Etappen gewann, in Front.

### Zwischensprints
Zwischensprint in Cambiago (108,8 km)
| Erster   | Michail Ignatjew | 5 P. und 6 s |
| Zweiter  | Ricardo Serrano  | 4 P. und 4 s |
| Dritter  | Daniele Contrini | 3 P. und 2 s |
| Vierter  | Pierre Drancourt | 2 P.         |
| Fünfter  | Mickaël Buffaz   | 1 P.         |
| Sechster | Nikolai Trussow  | 0 P.         |

### Bergwertungen
Passo Tre Termini, Kategorie 3 (37,4 km)
| Erster  | Frédéric Bessy  | 3 P. |
| Zweiter | Dario Andriotto | 2 P. |
| Dritter | Elio Aggiano    | 1 P. |